# Manuel Lucena
Manuel Lucena Medina (Granada, 18 novembre 1982) è un ex calciatore spagnolo, di ruolo difensore.